# بوخوتنیتسا
بوخوتنیتسا (به لاتین: Bochotnica) یک روستا در لهستان است که در ناحیه اداری گمینا کازیمیرز دولنی در شرق لهستان قرار دارد. این روستا در استان تاریخی لهستان کوچک (مالوپولسکا) قرار دارد. این روستا ۱۰۰۰ نفر جمعیت دارد و در ساحل غربی رود ویستولا قرار دارد. خرابه‌های یک قلعه از قرن چهاردهم میلادی در نزدیکی روستا قرار دارد.
روستای بوخوتنیتسا از قدیمی‌ترین سکونتگاه‌ها در استان مالوپولسکا است. در نخستین سال‌های امپراتوری لهستان، این روستا نقطه مهمی بود که در سر راه تجاری کیوان روس به مرکز لهستان قرار داشت. امروزه این روستا یک مقصد گردشگری است. این روستا دارای ایستگاه قطار نبوده و نزدیک‌ترین ایستگاه قطار به آن در پولاوی قرار دارد.
هرچند شواهد کافی در این زمینه وجود ندارد، اما به نظر می‌رسد که بوخوتنیتسا در قرن ششم میلادی یک منطقه با استحکامات دفاعی بوده‌است. در سال ۱۹۹۳ میلادی ابزار آلاتی از طلا و آهن و برنز، از جمله یک شمشیر با قدمت ۱۰۰۰ سال کشف شدند که بر این نظریه صحه گذاشتند. در سال ۱۳۱۷ میلادی، شاه ولادیسلاو لوکیتک منطقه بوخوتنیتسا و روستاهای نزدیک آن را به برادران استاسزکو و دزیرزکو تحویل داد. قلعه دفاعی بوخوتنیتسا احتمالاً در حوالی ۱۳۴۰ میلادی برپا شد. در قرن پانزدهم میلادی این قلعه به خانواده کوروسکی تعلق داشت. بعدها نام این قلعه به بوخوتنیتسکی تغییر یافت.
بعد از جنگ جهانی دوم این منطقه تبدیل به مرکز فعالیت‌های ضدکمونیستی شد. در ۲۴ ماه مه ۱۹۴۵ میلادی یک درگیری بین نیروهای باقی‌مانده ارتش ملی لهستان و کمونیست‌های تحت هدایت شوروی در این منطقه در گرفت که طی آن ۱۶ مامور شوروی و ۱۰ کمونیست لهستانی کشته شدند.

## خصوصیات
بوخوتنیتسا ۱٬۰۰۰ نفر جمعیت دارد.